# Saxetania scutata
Saxetania scutata är en insektsart som beskrevs av Leo L. Mishchenko 1951. Saxetania scutata ingår i släktet Saxetania och familjen Pamphagidae. Inga underarter finns listade i Catalogue of Life.